# André Jacques Auguste du Pille
André Jacques Auguste du Pille est un homme politique français né le 7 octobre 1763 à Chaumont-en-Vexin (Oise) et décédé le 26 novembre 1842 au même lieu.

## Biographie
Officier de cavalerie au régiment de Royal-Lorraine, il quitte l'armée en 1792 et émigre. De retour en France sous le Consulat, il devient commandant de la garde nationale de son village natal et conseiller général. Il est député de l'Oise de 1824 à 1827 et siège avec la majorité soutenant les gouvernements de la Restauration.
Il fut également peintre miniaturiste.

## Sources
- « André Jacques Auguste du Pille », dans Adolphe Robert et Gaston Cougny, Dictionnaire des parlementaires français, Edgar Bourloton, 1889-1891 [détail de l’édition]